# E36 (Maleisië)

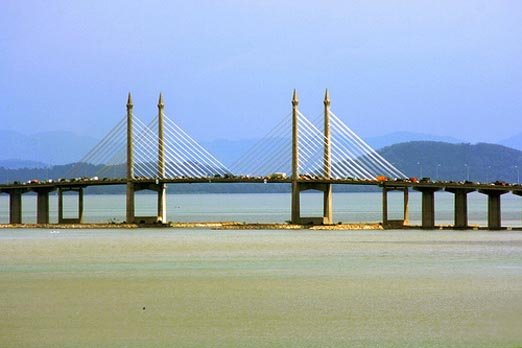
De E36

De E36 of Jambatan Pulau Pinang (Penang Bridge) is een autosnelweg in Maleisië. De snelweg is 13,5 kilometer lang en verbindt via een brug Perai met Penang. De E35 werd afgewerkt in 1985.
E1 ·
E2 ·
E3 ·
E4 ·
E5 ·
E6 ·
E7 ·
E8 ·
E9 ·
E10 ·
E11 ·
E12 ·
E13 ·
E14 ·
E15 ·
E16 ·
E17 ·
E18 ·
E19 ·
E20 ·
E21 ·
E22 ·
E23 ·
E24 ·
E25 ·
E26 ·
E27 ·
E28 ·
E29 ·
E30 ·
E31 ·
E32 ·
E33 ·
E35 ·
E36 ·
E37 ·
E38 ·
E39 ·